# Théorie de l'action (Norman)
La théorie de l'action définie par le consultant en utilisabilité Donald Norman dans son livre The Design of Everyday Things décrit la psychologie d'une personne réalisant une tâche. Elle propose une modélisation de l'accomplissement d'une tâche en sept étapes allant de l'établissement du but à l'évaluation de l'état du système par rapport à ce but. L'introduction de cette notion de but met en avant des processus de haut niveau. Norman la décrit en anglais comme Seven stages of action, les 7 étapes de l'action. 

## Les 7 étapes
- établissement du but
- formation d’une intention
- spécification d'une suite d'actions
- exécution des actions
- perception de l'état du système
- interprétation de l'état du système

Les 7 étapes de la théorie de l'action selon D. Norman

- évaluation de l'état par rapport au but fixé

## Étapes d'exécution
L'exécution signifie formellement de réaliser ou faire quelque chose. Norman explique qu'une personne assise dans un fauteuil en train de lire un livre au crépuscule, peut avoir besoin de plus de lumière lorsqu'il fait plus sombre. Pour cela il va avoir besoin d'enclencher l'interrupteur de la lampe pour s'éclairer (but). Pour réaliser cela, il va falloir spécifier comment mouvoir le corps, comment s'étirer pour atteindre l'interrupteur et comment étendre le doigt pour appuyer sur le bouton. Le but doit être transformé en intention, qui devra être à son tour transformé en séquence d'actions. 
Les étapes de l'exécution sont ainsi définies: 
- Commencer avec le but, l'état qui doit être atteint
- Le but est traduit en intention de faire une action
- L'intention doit être traduite en un ensemble  de commandes internes, une séquence d'action qui peuvent être réalisées pour satisfaire l'intention
- La séquence d'action est un tout, rien ne se passe tant qu'elle n'est pas entièrement exécutée.

## Étapes d'évaluation
L'évaluation signifie formellement examiner et calculer. Norman explique qu'après avoir allumé la lumière, on évalue si la lumière est effectivement allumée. Un jugement est ensuite effectué pour savoir dans quelle mesure la lumière a affecté notre monde (i.e la pièce où se trouve la personne). 
Les étapes de l'évaluation sont ainsi définies :
- L'évaluation commence avec la perception de l'environnement
- La perception doit ensuite être interprétée selon nos attentes
- Elle est ensuite comparée, évaluée vis-à-vis de notre but.